# Vanilla Ninja
A Vanilla Ninja 2002-ben alakult észt hangszeres lányegyüttes. Zenéjük a light rockhoz közelít, de sok stílus sokféle eleme fellelhető benne. Első albumuk, amely Vanilla Ninja (2003) címmel jelent meg, még csak Észtországban aratott nagy sikereket, majd a második, Traces Of Sadness (2004) elnevezésű lemezük már Európa több országában, legfőképp Németországban és Ausztriában vált népszerűvé. Az Európa-szintű áttörést a Tough Enough kislemez hozta meg nekik, az ezt követő maxijaik már mind-mind sikereket értek el. Harmadik lemezük, a Blue Tattoo (2005) is nagy népszerűségnek örvend.
A zenekart alapfelállásban Lenna Kuurmaa, Maarja Kivi, Piret Järvis és Katrin Siska alkotta, majd 2004-ben Maarja kilépett a zenekarból, az ő helyére csatlakozott Triinu Kivilaan.
Több országban a 2005-ös Eurovíziós Dalfesztiválon való szereplés által lettek ismertek, ahol Svájc színeiben indultak Cool Vibes című maxijukkal, és egészen a 8. helyig vitték.
Az együttes neve azért lett Vanilla Ninja, mert a megalakuláskor mind a három lány haja világos volt (innen a Vanilla, azaz vanília) és olyan kemény és harcos a stílusuk, mint a nindzsáknak (innen a Ninja).
A csapat producere nem volt más, mint David Brandes, aki a Xanadu együttes tagjaként tűnt fel Tony Hendrik pártfogoltjaként, majd zeneszerző-producerként önállóan is rendkívül sikeres volt (az ő nevéhez fűződik az E-Rotic együttes létrehozása, olyan slágerekkel, mint a Max Don't Have Sex (With Your Ex) vagy a Willy Use A Billy). A 2005-ös eurovíziós fesztivál idején az a hír terjedt el Brandesről, hogy annak érdekében, hogy a Cool Vibesra felhívja a figyelmet, a Maxi CD első sorozatát felvásároltatta, és az így került fel a slágerlistára.